# Frank Bayliss
Frank Bayliss (ur. 5 lipca 1876 w Birmingham, zm. 30 maja 1938 w Londynie) – brytyjski rugbysta, olimpijczyk, zdobywca srebrnego medalu w turnieju rugby union na Letnich Igrzyskach Olimpijskich w 1900 roku w Paryżu; architekt.
Z zawodu był architektem, członkiem RIBA. Przez ponad trzy dekady koordynował projekty księgarni dla WH Smith.

## Kariera sportowa
W trakcie kariery sportowej związany był z klubem Moseley Wanderers RFC. W 1900 roku z Moseley Wanderers RFC – jako przedstawicielem Wielkiej Brytanii – zagrał w turnieju rugby union na Letnich Igrzyskach Olimpijskich 1900. W rozegranym 28 października 1900 roku na Vélodrome de Vincennes spotkaniu Brytyjczycy ulegli Francuzom 8:27. Oznaczało to zdobycie przez Brytyjczyków srebrnego medalu ex aequo z Niemcami, jako że zaplanowany na 11 listopada mecz z reprezentującym Cesarstwo Niemieckie klubem SC 1880 Frankfurt nie doszedł do skutku.